# Pedro Zavala
Pedro Zavala Chaparro (Ciudad de México, 1981) es un escritor -novela y cuento-, académico y editor mexicano. Ganador del Premio Mauricio Achar-Literatura Random House 2018. Ha sido miembro de los programas de Jóvenes Creadores (2016-2017) del Fondo Nacional para la Cultura y las Artes. También ha sido becario del Consejo Nacional para la Ciencia y la Tecnología (CONACYT) durante los períodos 2011-2013 y 2016-2020. Ha sido escritor residente de Bridwell Library, en la Southern Methodist University, Dallas, Tx. (2014); Universidad de Mánchester en el Reino Unido (2020) y de la Biblioteca John Rylands en Manchester (2020). Actualmente es académico en escritura creativa, filosofía, arte y mundo contemporáneo.

## Biografía
Pedro Zavala nació en la Ciudad de México en el año de 1981, en la colonia Roma. Creció en un ambiente académico, dedicado a la medicina. Es hijo del reconocido cirujano Ezequiel Zavala y de la pionera enfermera quirúrgica mexicana, Josefina Chaparro, a quien Zavala recuerda como una gran viajera y de la que ha destacado el interés por culturas lejanas. "Mi madre viajó mucho a finales de los sesentas y durante todos los setentas. Fue una viajera incansable, inquieta, muy respetuosa. Pienso que de ahí proviene mi apertura por lo otro, el respeto que tengo por oriente y algunas civilizaciones del pasado". De igual forma las influencias provenientes de viajes y la narrativa gráfica son "el gran regalo" de sus padres.
Los intereses literarios y estéticos de Zavala están marcados por los temas de la violencia, la necropolítica, el poder, la soledad, la depresión, el suicidio, la relación arte-muerte, la ciencia ficción, el fanatismo religioso, una versión crítica del capitalismo, la relación tecnología-deshumanización y el fracaso del proyecto de la modernidad. Sus historias entrelazan viajes, obsesiones, excesos, literatura, desencanto y crítica filosófica. La música es parte importante en su propuesta estética como parte de una nueva bibliografía. Resaltan en sus obras la música de: Frank Sinatra, The Smiths, The Clash, Charlie Parker, Lou Reed, The Ramones, David Bowie, Joy Division, Radiohead, Interpol, Pink Floyd, The Beatles y Kanye West. Sus influencias literarias son diversas: Manuel Puig, Mary Shelley, Georges Perec, Judith Butler, Roberto Bolaño, Katsuhiro Otomo, Neil Gaiman, Alan Moore, Philip K. Dick, Ursula K. Le Guin, Horacio Castellanos Moya, Rodrigo Rey Rosa, Ricardo Piglia, Walter Benjamin, entre otros y otras.
Zavala estudió Filosofía, Creación Literaria, Ciencias de la Comunicación y Teología en perspectiva decolonial. Es egresado de la Universidad Pontificia de México (UPM), de la SOGEM y de la UNAM. En la primera obtuvo el título de Baccalaureatus in Philosophia con un trabajo de investigación sobre el filósofo francés Michel Foucault. Se licenció en filosofía posteriormente, en la misma universidad, con una tesis dedicada al pensamiento del filósofo marxista alemán, radicado en Costa Rica, Franz Hinkelammert. Maestro en Estudios Latinoamericanos por la UNAM, Zavala ha dedicado sus investigaciones a la comprensión del pensamiento social de los movimientos religiosos para la liberación (Gustavo Gutiérrez, Leonardo Boff, Jon Sobrino, Juan Luis Segundo, Rubem Alves y en específico José Míguez Bonino), así como a las filosofías para la liberación latinoamericanas. En este sentido sus intereses se centran en las narrativas político-religiosas y su vínculo con la violencia, el poder, las dictaduras y las guerrillas en la región. Por ello ha recorrido (casi en su totalidad) Latinoamérica y se ha concentrado en países como El Salvador, Honduras y Argentina, en donde ha pasado tiempo como investigador y docente.
Escribió la columna dedicada al cuento, Líneas de fuga para el diario Contra Réplica durante 2018 y 2019. Como fotógrafo ha colaborado con L´Officiel, la Editorial Cal y Arena y el Museo Jumex de Arte Contemporáneo. Su narrativa breve ha aparecido en las revistas Playboy México, Rolling Stone y TCLY. Ha sido catedrático en instituciones de educación superior: Universidad del Claustro de Sor Juana, Tecnológico de Monterrey, Universidad Abierta y a Distancia de México, UNAM, Comunidad Teológica de México, y el SEUT en Madrid, entre otras. Entre algunos de los cursos que ha impartido destacan: Literatura Hispanoamericana Contemporánea; Filosofía Latinoamericana; Análisis de la Realidad Latinoamericana; Historia de la Filosofía de la Liberación; Literatura, poder y violencia en América Latina. Así como Introducción a la Teología y al Método Teológico e Historia del Metodismo en diversas instituciones académicas en México y América Latina.
Realizó su investigación doctoral sobre la Filosofía de la realidad histórica de Ignacio Ellacuría, bajo la tutela del filósofo Horacio Cerutti Guldberg en la UNAM; y de igual manera realiza una investigación sobre Literatura hispanoamericana contemporánea, en donde se centra en categorías como escrituras urbanas, epistemología, poder, rebeldía, resistencia y violencia.                        
Ha sido becario del Consejo Nacional para la Ciencia y la Tecnología (CONACYT) durante los períodos 2011-2013 y 2016-2020; del Fondo Nacional para la Cultura y las Artes (FONCA) en el programa Jóvenes Creadores 2016-2017; así como de la Bridwell Library en la Southern Methodist University en Dallas, Tx., durante el año 2014. Es miembro del Oxford Institute of Methodist Studies (OIMS) y es el único miembro mexicano de la Charles Wesley Society.

## Obras
Zavala es autor de El terco rezo de las nubes (Paraíso Perdido, 2019), así como de la novela All in, Sinatra (2018) Premio Mauricio Achar - Literatura Random House 2018. Como editor y traductor es responsable del volumen ¡Abajo los muros! Lecturas wesleyanas en perspectivas contemporáneas (2018), así como deGernsback, punkzine dedicado a la ciencia ficción (2012). 

### All in, Sinatra
All in, Sinatra narra las peripecias del académico de 64 años Génesis Montesinos, quien decide renunciar a su vida de monótona y de erudición cuando viaja a Las Vegas a apostarlo todo guiado por un instinto suicida. En el camino de la autodestrucción encontrará a Lea, una joven afroamericana, vendedora de un Urban Outfitters, que lo inicia en nuevos saberes musicales, lisérgicos, sexuales. Además es una novela que habla sobre el verdadero poder que dicta la vida y la muerte de millones de seres humanos, más allá de las democracias liberales representativas. Ahí veremos a los multimillonarios que amenazan las vidas que poblaciones enteras, mientras cierran grandes negocios internacionales. Se trata de un coctel de tinieblas, excesos, filosofía y póker. Es una puerta que se abre a la vida social y económica de México y América Latina, en el entendido de que tal vez en los espacios más iluminados, fantásticos y agraciados se concretan las tragedias más grandes de este mundo.

Novela ganadora del Premio Mauricio Achar - Literatura Random House 2018, cuyo jurado estuvo integrado por Cristina Rivera Garza, Emiliano Monge, Alberto Achar, Jorge Lebedev, Andrés Ramírez y Fernanda Melchor, quien ha dicho:
“Una novela vertiginosa, explosiva, con un ritmo trasminante que nos va llevando por las alas del juego de Las Vegas y de este mundo extrañísimo de la gente que juega el Texas Hold´em, esta suerte de póker y una critica también al capitalismo salvaje. Esta novela impresiona por su ritmo y por el tema de la autodestrucción de una persona"
Cristina Rivera Garza ha dicho al respecto:
"Lo que hay ahí es un ritmazo y una vertiginosidad impresionante, y un personaje muy bien construido que también tiene que estar muy conectado a problemas fundamentales de la época”

### El terco rezo de las nubes
Libro de cuentos de ciencia ficción conformado por las partes: Viajes y despedidas; Cazarrecompensas y Contrabandistas; Mecanizados, Androides y Robots. La obra está definida por la distopía, la crítica los avances de la tecnología y la deshumanización constante. Entendida así, la Ciencia Ficción como crítica de la realidad presente, en términos materiales y negativos sobre los que Zavala ha profundizado. De igual manera, el caos está presente, también, a lo largo de esta obra. En donde la humanidad decadente, cyborgs, androides y robots conviven en una sociedad que termina por colapsar.

Los personajes, bien detallados (un acierto en la obra) en la mayoría de los casos parecen serenos, inmutables o resignados ante la destrucción de la humanidad. De ellos destacan seres que entran y salen del planeta Tierra a placer; delincuentes que se exilian en Marte; empresarios que anuncian equipos de protección para salir a la calle; políticos hartos de la corrupción pero incapaces de hacer algo al respecto y Bradbury hecho droga alucinógena. De esta forma, el crítico literario Roberto Pliego ha destacado:
“En el amanuense”, la voz narrativa juega con nuestros aprendizajes para hacernos creer que los personajes prolongan los actos de aquellos a quienes observamos alguna vez en El nombre de la rosa. De súbito, descubrimos que el monasterio no pertenece a los tiempos medievales sino a un tiempo en el que las extremidades pueden sustituirse por pinzas de metal o brazos mecánicos. Mediante un guiño sutil, Zavala consigue estimular nuestra extrañeza, sacar de lugar nuestras certezas".
La escritora mexicana y académica, Cecilia Eudave ha dicho:
«La voz narrativa de Pedro Zavala se distingue por su prosa inquietante, subversiva, que nos interpela como nuestros propios adversarios ahora disfrazados de amanuenses mecanizados, médicos zoomorfos, sujetos adictos a los nanonarcóticos, cyborgs, robots o simples seres del futuro penando en universos distópicos que ya no nos parecen tan lejanos. Relatos de cruda belleza, melancólicos, donde la tecnología no alcanza a rescatar ni a consolar a la insolente realidad. Con gran destreza crea historias propicias para la crítica social, política e histórica construidas bajo el halo de atmósferas intimistas en medio de galaxias o estrellas lejanas que cobija el espacio exterior, sinónimo de nuestro mundo, tan aterrador como infinito».

### Gernsback (fanzine)
El Gernsback es un punkzine dedicado a la ciencia ficción (nombrado así por Hugo Gernsback) de tiraje limitado, no periódico y mecanografiado en su integridad. En la estética se combina un proceso de diseño digital y también artesanal, mostrando la fusión existente entre procesos mecánicos y digitales; entre ligereza y profundidad; entre fragilidad y robustez. Está compuesto por una serie de piezas (cuentos, ensayos, críticas literarias, gráfica y un soundtrack (casete y CD) cuya selección fue realizada por los participantes.
La idea surgió como poner en común la ciencia ficción, entendida como una desilusión o crítica del presente. Un momento de reflexión del mundo actual, a través de la simbólica de la imaginación. Los autores fueron invitados a compartir uno de los tracks escuchados en sus procesos creativos. Se añadieron también stickers y el empaque stencileado a mano que fue posteriormente sellado con una máquina rupestre.
La portada estuvo a cargo de Patricio Betteo. Con quien Zavala ha colaborado en un otras ocasiones.
El Manifiesto Gernsback puede resumirse en palabras de Zavala de la siguiente forma:
"CINCO. Con Gernsback como objeto-punk nos referimos al punto en donde colinda lo artesanal con los procesos de producción tecnificados. Con Gernsback como objeto-punk nos referimos al espacio entre lo artesanal y lo mecanizado; entre lo manual y lo automatizado. Gernsback, fanzine, como objeto que discurre sobre la capacidad poietica y alternativa, empero sustenta por procesos productivos legados por la modernidad y su doble dimensión, que nos señalan y advierten: “todo lo sólido se desvanece en el aire” señalando así, el hecho fundamental de la vida moderna, misma que es contradictoria en su base".
Índice
1. Sertar. Cecilia Eudave
2. Supernova. Julio Martínez Ríos
3. El arte de la memoria. Gabriela Damián Miravete
4. Medusa. Chris Brown
5. Los vegetales zombis que surgieron del ombligo. Raquel Castro
6. Nebula Puppets. Pedro Zavala
7. Azul infinito. Karen Chacek
8. 8 cuentos de robots. Alberto Chimal
9. La bienvenida. Valeria Gascón
10. El cohete. Óscar Luviano
11. Bésame mucho. BEF
12. King Tobor. Patricio Betteo
13. Sexo, drogas y pasarelas. 30 años de Liquid Sky. Gerardo Sifuentes
14. La verdad según Philip K. Dick. Armando Saldaña Salinas
15. La sombra como tormento. Hugo Suárez Suárez

El fanzine fue dedicado en su totalidad al escritor norteamericano Ray Bradbury. Fallecido en 2012.
Durante el año 2018 un ejemplar de Gernsback llegó a los 5,350 pesos, en una subasta en eBay. Se desconoce el vendedor del mismo.

## Distinciones y reconocimientos
- Visitante honorable por el Concejo del Ayuntamiento de la Ciudad de San Salvador, El Salvador, C.A. (2005).
- Beca. CONACYT (2011-2013).
- Writer in Residence. Research Fellow. Bridwell Library. Southern Methodist University. Dallas, Tx. (2014-2015).
- Beca. FONCA. Jóvenes Creadores. Novela. (2016-2017).
- Beca. CONACYT (2016-junio de 2020).
- Premio Mauricio Achar - Literatura Random House (2018). Por la novela “All in, Sinatra”. Obra escrita con una beca del FONCA, Jóvenes creadores.
- Reconocimiento de la Casa Unida de Publicaciones, S.A. (CUPSA).  Con motivo del Premio Mauricio Achar - Literatura Random House 2018.
- Miembro del Jurado del Premio Bellas Artes de Cuento San Luis Potosí, "Amparo Dávila" 2019.
- Beca para Jóvenes Escritores. FETELAC (2018-2019).
- Writer in Residence. Research Fellow. University of Manchester, UK (2020-2021).
- Writer in Residence. Research Fellow. John Rylands Library, Manchester, UK (2020-2021).

### Novela
- Zavala, Pedro (2018). All in, Sinatra. Penguin Random House. ISBN 9786073173780.

### Cuento
- Zavala, Pedro (2019). El terco rezo de las nubes. Editorial Paraíso Perdido. ISBN 9786078646371
- Zavala, Pedro (2019). No skateboarding allowed. Rolling Stone (octubre de 2019).
- Zavala, Pedro (2018). Polaroids: Manhattan, N.Y., Playboy Magazine (julio de 2018).

### En antologías
- Zavala, Pedro (2012). «Ranger-Ranger».  En Conde, Rosina, ed. Cuentario. Desliz Ediciones. ISBN 9786070062506.
- Zavala, Pedro (2017). «A».  En FONCA, ed. Antología de letras, dramaturgia, guión cinematográfico y lenguas indígenas. Jóvenes Creadores del FONCA 206/2017. FONCA - Secretaría de Cultura. ISBN 9786077456773.
- Zavala, Pedro (2020). Malos hábitos en «Cartografía. Ficción de primavera 2020». Ed. Paraíso Perdido, Cartografía Editorial MX.

### Ediciones y traducciones
- Zavala, Pedro, ed. (2017). ¡Abajo los muros! Lecturas wesleyanas en perspectivas contemporáneas. CUPSA. ISBN 9786079229597.
- Zavala, Pedro, ed. (2012). Gernsback. Independiente.